# Desmodium yungasense
Desmodium yungasense är en ärtväxtart som beskrevs av Nathaniel Lord Britton. Desmodium yungasense ingår i släktet Desmodium och familjen ärtväxter. Inga underarter finns listade i Catalogue of Life.